# Tumi

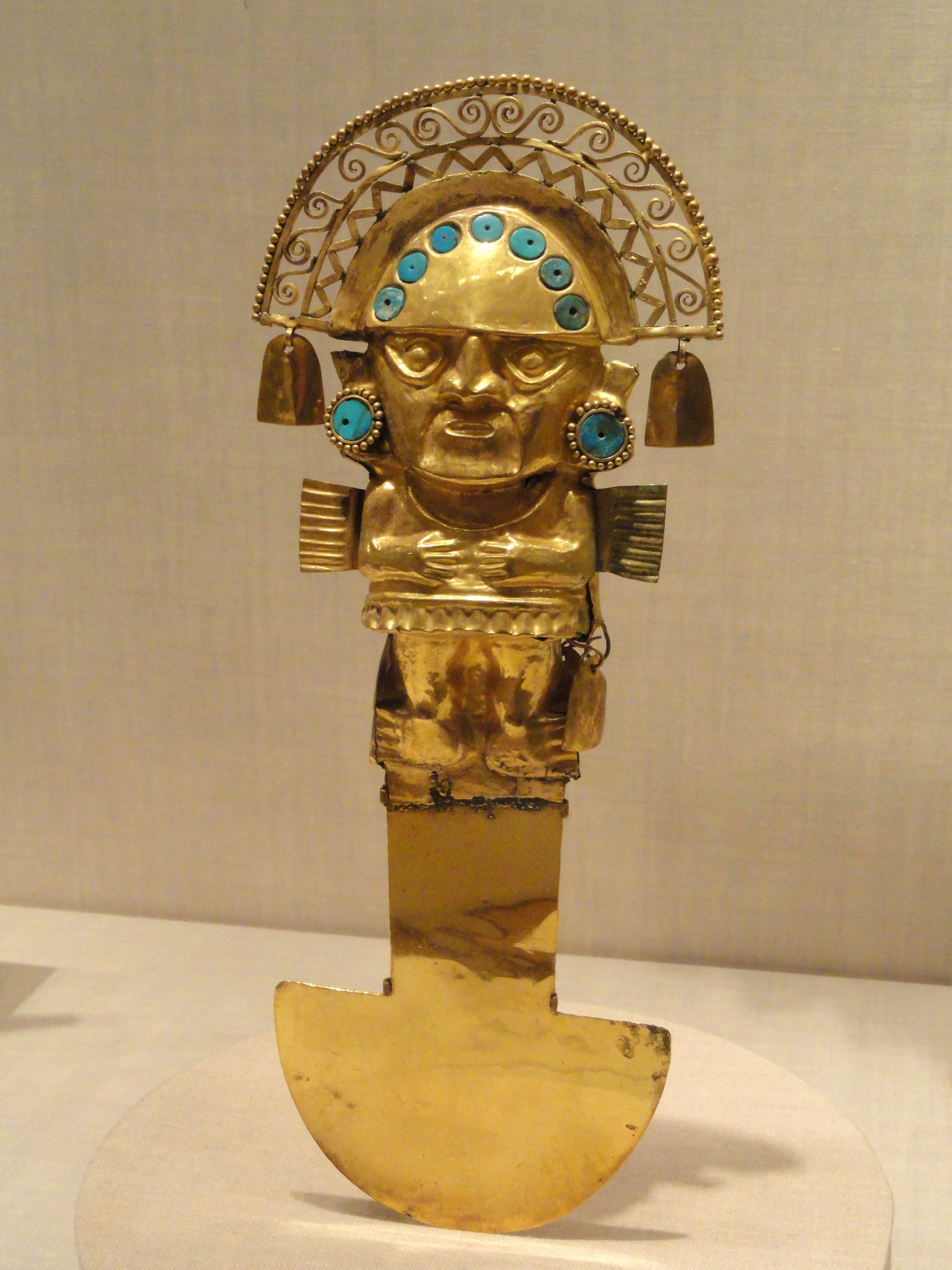
Tumi lambayeque de oro con representación de Naimlap. Exposición en el Instituto de Arte de Chicago, EE. UU.

El tumi es un tipo de cuchillo ceremonial usado principalmente por civilizaciones costeras preincas, siendo posteriormente adoptado y expandido por los incas tras sus anexión al imperio. Habitualmente está formado por una sola pieza metálica. El mango de un tumi tiene forma rectangular o trapezoidal. Aunque su longitud es variable, esta siempre excede el ancho de una mano. En uno de los extremos del mango está la marca característica de los tumis: una hoja cortante en forma semicircular, de media luna (donde el lado curvo es el que tiene el filo y el lado recto es perpendicular al mango).
Existen registros de tumis desde la época mochica, quienes los producían en oro, plata, tumbaga y cobre. A partir del Horizonte Medio, también se confeccionaron en bronce. Los tumis más populares y llamativos fueron elaborados por los sicanes, a veces denominados "lambayeques". Los chimúes e incas igualmente fabricaron sus propios tumis. 

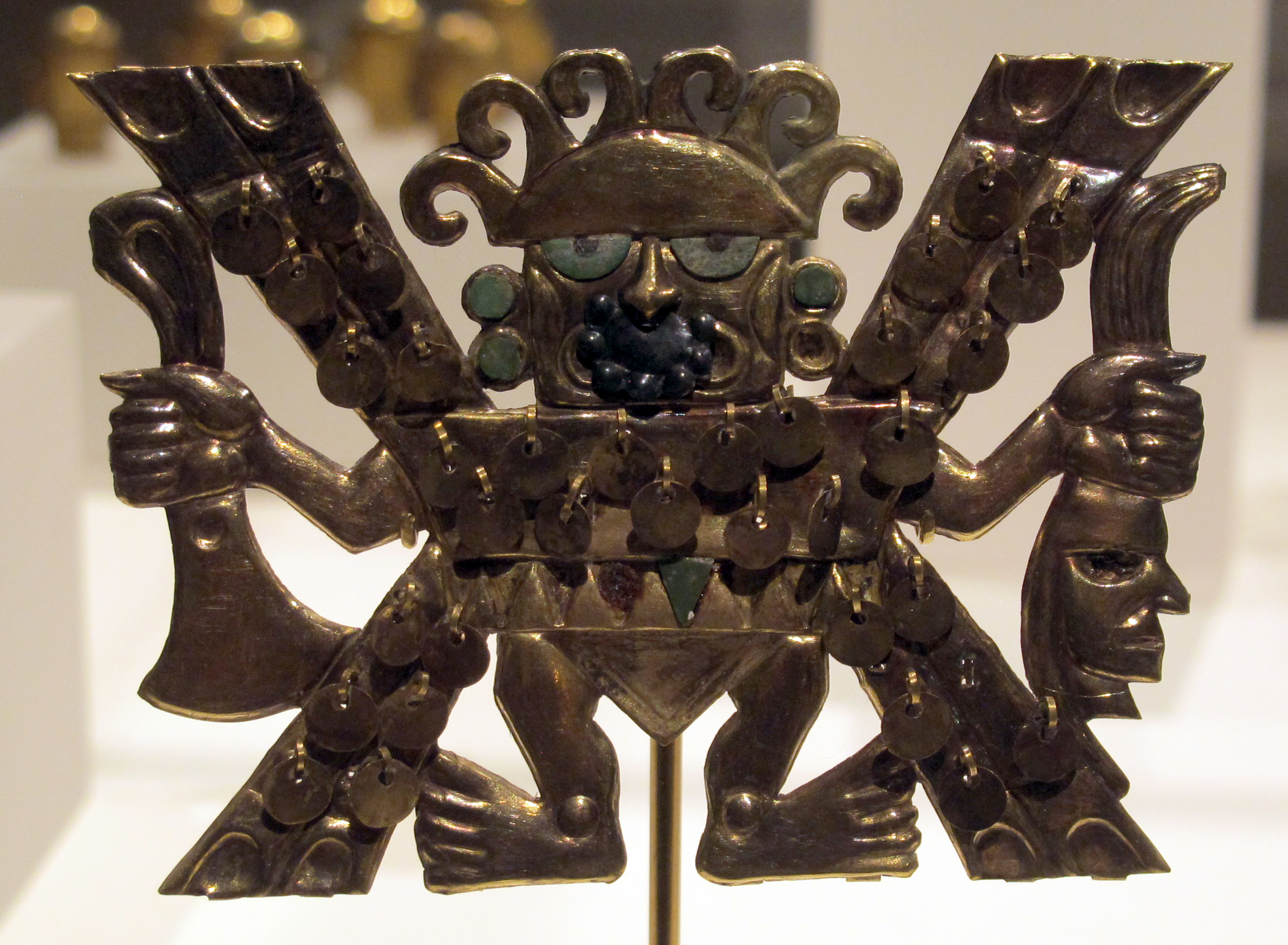
Divinidad mochica sosteniendo un tumi y una cabeza cercenada

## Tumi Lambayeque

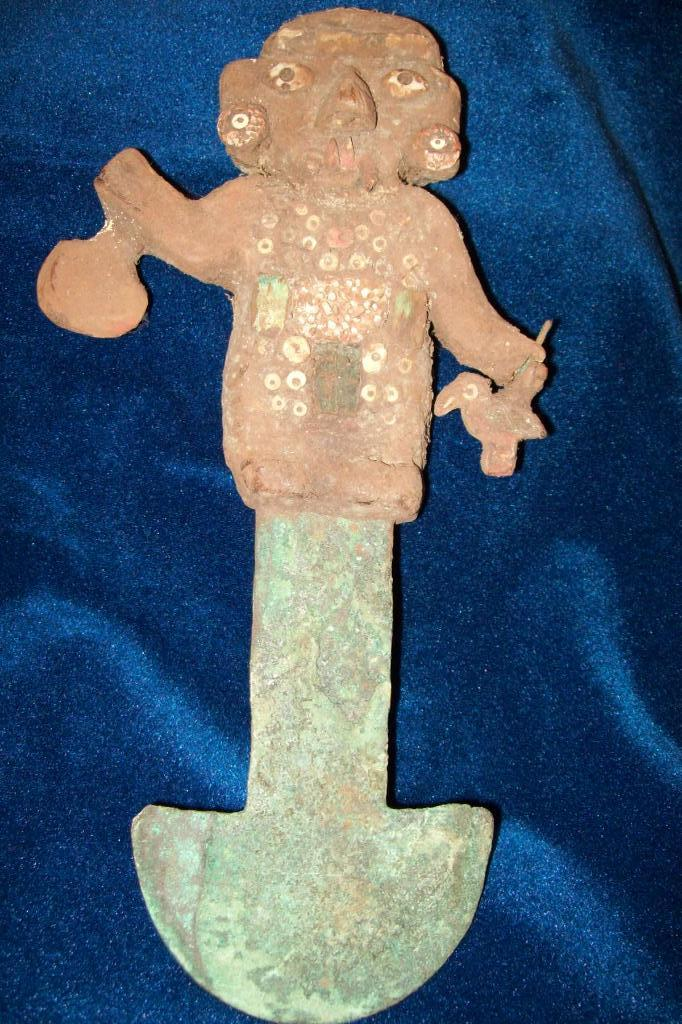
Tumi mochica con mango de terracota

Los ejemplares arqueológicos más conocidos son los que proceden de sitios arqueológicos de la costa norte peruana, especialmente los del período lambayeque (700-1300 d. C.) (también llamado Sicán). La sección del mango de estos tumis muestra una elaborada figura de forma humana y ojos almendrados (figura que tradicionalmente se ha identificado con Naylamp, un dios-rey de los mitos lambayeque) , a veces con incrustaciones de piedras semipreciosas. Los tumis lambayeque son algunas de las piezas más famosas del arte precolombino de la costa sudamericana.
En 2006 las tumbas lambayeque encontradas por Izumi Shimada y Carlos Elera en el bosque de Pomac permitieron el registro arqueológico de tumis in situ por primera vez. Hasta esa fecha, todos los tumis lambayeque conocidos procedían de tumbas saqueadas.

## Usos del tumi
El arte andino precolombino (especialmente el arte moche) muestra claramente el degollamiento de prisioneros con tumis. Se sabe que los antiguos peruanos curaban a sus heridos con traumatismos craneales severos (algo común en la guerra, que utilizaba las mazas contundentes como una de sus principales armas) practicando cortes y extracción de la parte dañada del cráneo (trepanaciones craneanas). Estas operaciones muchas veces permitían que el herido siguiera viviendo, tal como lo demuestra la evidencia arqueológica de cráneos trepanados encontrados sobre todo en la costa sur peruana (especialmente de las culturas paracas y nazca). Es una idea común que esos cortes se practicaban con cuchillos de pedernal y con tumis metálicos. 

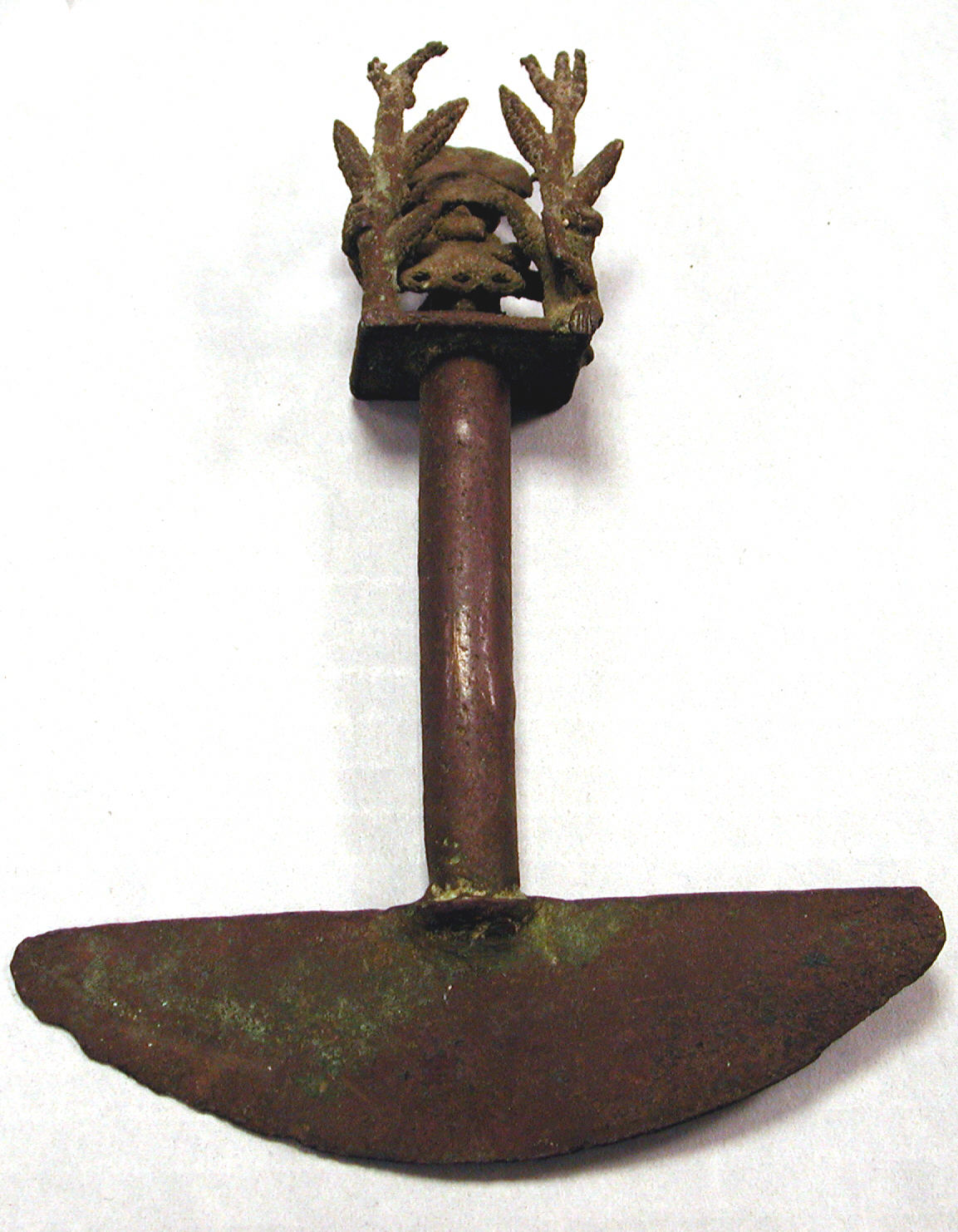
Tumi de cobre incaico

Ello ha influido en la simbología médica contemporánea. De hecho, la famosa Vara de Esculapio con una serpiente enroscada, uno de los símbolos universales de la práctica médica, es sustituida en el Perú contemporáneo por la silueta de un tumi, como se puede ver en los isotipos  de instituciones médicas del país (Gremios médicos, clínicas, etc.). En algunas entidades el tumi va acompañado de las clásicas serpientes entrelazadas.
La representación es la de un personaje mítico, que algunos estudiosos sostienen que es la del antiquísimo Naylamp. La cabeza del personaje en su parte superior termina en una diadema en media luna que en su campo medio presenta ocho esmeraldas incrustadas y rodeada por adornos circulares en el mismo metal, sobre las esmeraldas aparece en arco una hilera de catorce dibujos en forma de “S” en posición horizontal y entrelazadas unas con otras sobre la cual hay otra fila de adornos en zig-zag y se remata la parte superior y enmarcada entre dos hileras de adornos globales, una fila de doce figuras en forma de “S” horizontales.

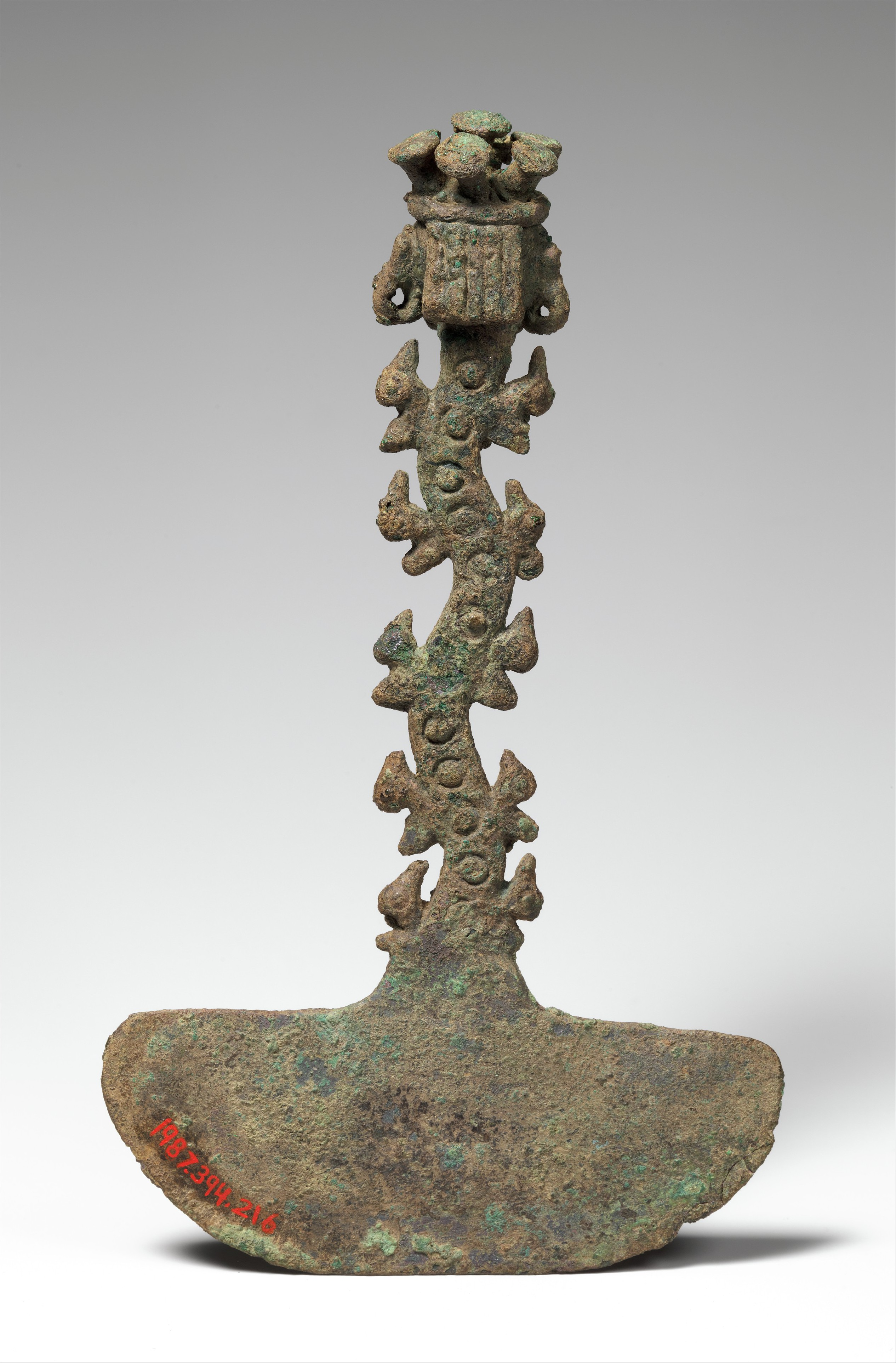
Tumi chimú de cobre

Debajo de la diadema, presenta la cara cubierta por una máscara, donde los ojos son redondos y rasgados hacia los lados y hacia arriba; prototipo de las máscaras Lambayeque; una nariz que según algunos estudiosos cuando se aprecia de perfil tiene la forma de pico de ave (característica ornitomorfa); una boca diseñada por una línea horizontal en bajo relieve con labios pronunciados y enmarcado por dos líneas laterales verticales que simulan los pómulos y abajo el mentón de la cara.
Lateralmente se desprenden de la diadema dos orejeras que rematan cada una de ellas en un círculo metálico con incrustación de una esmeralda. Además y también lateralmente cuelgan a manera de dijes, dos estructuras que representan aves mitológicas, sostenidas con el pico hacia abajo.

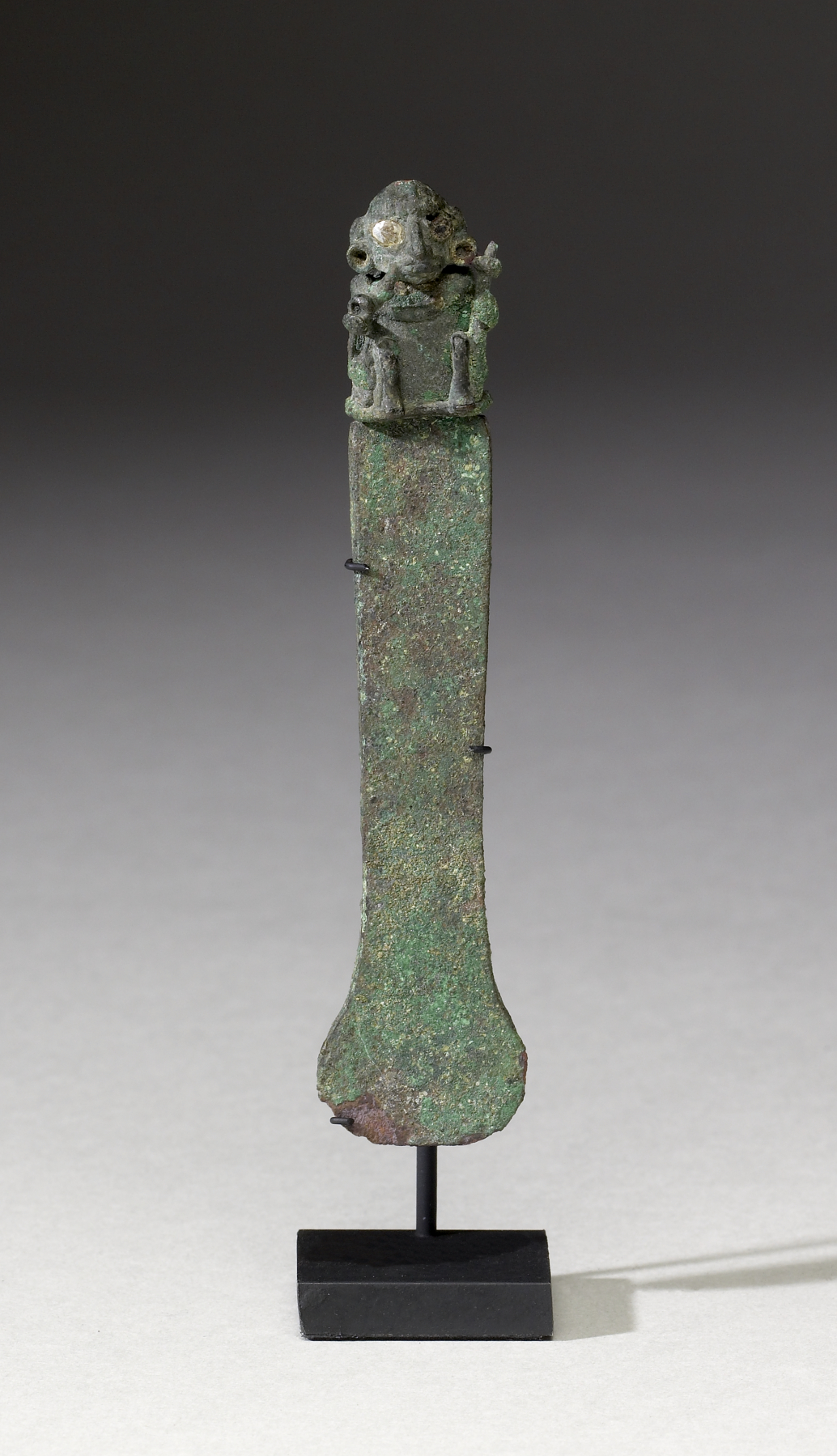
Tumi mochica de cobre

En noviembre de 2015 se presenta una nueva e interesante hipótesis que sostiene que el Tumi refleja un paisaje marino, se representa al Sol en el momento que ingresa al inframundo con el ocaso, la forma antropomorfa es el hombre que imita al sol en ese mágico descenso  y se viste con atributos sobrenaturales que le permitirán un mejor desenvolvimiento en ese viaje: una máscara que le dará la facultad de poder ver en la oscuridad, aretes con imágenes de aves marinas con capacidad de ingresar al mar y un par de aletas para movilizarse en las áreas acuosas del inframundo. El artista Lambayecano coloca un cuchillo como base, posiblemente por la cualidad de este instrumento de poder penetrar en un cuerpo, y es que el hombre al morir simbólicamente estaría introduciéndose en el cuerpo de la tierra o pachamama.